# Festival du film du Golfe de Dubaï
 (mai 2022).
Si vous disposez d'ouvrages ou d'articles de référence ou si vous connaissez des sites web de qualité traitant du thème abordé ici, merci de compléter l'article en donnant les références utiles à sa vérifiabilité et en les liant à la section « Notes et références ».
Pour les articles homonymes, voir GFF.
Le Festival du film du Golfe de Dubaï (Gulf Film Festival ou GFF) est un festival de cinéma annuel créé à Dubaï (Émirats arabes unis) en 2008 par l'Autorité de la culture et des arts de Dubaï. Le GFF a pour objectif principal de promouvoir le cinéma dans la région du Moyen-Orient et des pays du Golfe.
La compétition officielle du festival décerne des prix dans les catégories long-métrage de fiction, court-métrage et documentaire.

## Palmarès 2009
- Meilleur long métrage de fiction : L'Aube du monde d'Abbas Fahdel
- Meilleur documentaire : Jaber Alwan de Kais Al-Zubaidi